# واقعاً عاشقم باش
«واقعاً عاشقم باش» (به انگلیسی: Love Me like You Do) ترانه‌ای از خوننده انگلیسی الی گولدینگ برای موسیقی متن فیلم پنجاه طیف خاکستری (۲۰۱۵) است. این ترانه را مکس مارتین، ساوان کوتچا، ایلیا سلمان زاده، مکس مارتین و تو لو نوشته‌اند و مارتین و پیامی آن را تهیه کرده‌اند. این ترانه در ۷ ژانویه ۲۰۱۵ به عنوان دومین آهنگ از موسیقی متن منتشر شد.

## بازخورد منتقدان
«واقعاً عاشقم باش» از طرف منتقدان موسیقی تحسین شد. اسمانتا گراسمن از تایم این ترانه را «احساساتی» نامید و به آن لقب «ضمیمه نیرومند برای موسیقی متن پنجاه سایه» اعطا کرد. رایان رید از رولینگ استون نظر داد که «نتایج ترانه با توجه به موضوع احساساتی فیلم، عالی می‌باشد.» جیم فاربر از دیلی نیوز نوشت «گولدینگ با صدای دخترانه خود همیشه شیرین به نظر می‌رسد. بعلاوه این ترانه درجه بالایی از عشق را نشان می‌دهد و ترکیب‌های انبوه تصنیفات فیل کالینز را یادآور می‌شود.»
رابی راو از آیدلاتور «واقعاً عاشقم باش» را به‌عنوان «یک تصنیف قوی» توصیف کرد «که صدای نرم گولدینگ با ترکیبات قوی مکس مارتین همراه شده‌است.»

## ویدیوی ترانه
ویدیوی این ترانه توسط جورجیا هادسون کارگردانی شده و در ۲۲ ژانویه ۲۰۱۵ به نمایش درآمد. در این ویدیو گولدینگ و دوست پسر نمایشی اش ایفای نقش می‌کنند. همچنین بخش‌هایی از فیلم پنجاه سایه گری برای ترسیم روابط دو شخصیت نشان داده می‌شود. در آغاز ویدیو گولدینگ به خانه‌ای وارد شده و شروع به خواندن می‌کند. صحنه به یک ماشین و یک گاراژ برده می‌شود. او از پله‌ها بالا می‌رود و وارد اتاقی می‌شود که یک مرد در آن ایستاده‌است. سپس صحنه‌های مختلفی از این دو در حال رقص نشان داده می‌شود. گولدینگ در حال خواندن در گاراژ و سپس به‌طور خوابیده روی زمین نشان داده می‌شود.

## چارت‌ها
| چارت (۲۰۱۵)                                     | بالاترین مقام |
| ----------------------------------------------- | ------------- |
| استرالیا (ای‌آرآی‌ای)                             | ۷             |
| بلژیک (اولتراتاپ ۵۰ فلاندرز)                    | ۷             |
| بلژیک (اولتراتاپ ۵۰ والونی)                     | ۱۳            |
| ۲۳                                              |               |
| کرواسی (ARC 100)                                | ۵۰            |
| جمهوری چک (رادیو – تاپ ۱۰۰)                     | ۳۱            |
| دانمارک (ترک‌لیسن)                               | ۳             |
| فنلاند (جدول‌های رسمی فنلاند)                    | ۲             |
| فرانسه (اس‌ان‌ئی‌پی)                               | ۲۴            |
| ایرلند (ایرما)                                  | ۱             |
| ۱۳                                              |               |
| ۷                                               |               |
| نیوزیلند (ریکوردد میوزیک ان‌زد)                  | ۳             |
| نروژ (وی‌جی-لیستا)                               | ۲             |
| اسکاتلند (اوسی‌سی)                               | ۱             |
| سوئد (فهرست برترین‌های سوئد)                     | ۱             |
| تک‌آهنگ‌های بریتانیا (اوسی‌سی)                     | ۱             |
| بیلبورد هات ۱۰۰ ایالات متحده                    | ۱۴            |
| ۴۰ تک‌آهنگ برتر بزرگسالان ایالات متحده (بیلبورد) | ۲۴            |
| ۴۰ آهنگ برتر جریان اصلی ایالات متحده (بیلبورد)  | ۲۳            |

## تاریخچه عرضه
| منطقه        | تاریخ          | فرمت                 | برچسب               | Ref.   |
| ------------ | -------------- | -------------------- | ------------------- | ------ |
| کانادا       | ۷ ژانویه ۲۰۱۵  | دیجیتال دانلود       | پالیدور             | [ ۲۱ ] |
| ایالات متحده | ۷ ژانویه ۲۰۱۵  | دیجیتال دانلود       | پالیدور             | [ ۲۲ ] |
| بریتانیا     | ۱۲ ژانویه ۲۰۱۵ | رادیوی آهنگ‌های معاصر | پالیدور             | [ ۲۳ ] |
| ایالات متحده | ۱۳ ژانویه ۲۰۱۵ | رادیوی آهنگ‌های معاصر | چری تری اینتر اسکوپ | [ ۲۴ ] |
| استرالیا     | ۲۳ ژانویه ۲۰۱۵ | دیجیتال دانلود       | پالیدور             | [ ۲۵ ] |
| بریتانیا     | ۱ فوریه ۲۰۱۵   | دیجیتال دانلود       | پالیدور             | [ ۲۶ ] |
| آلمان        | ۶ فوریه ۲۰۱۵   | دیجیتال دانلود       | پالیدور             | [ ۲۷ ] |
| فرانسه       | ۹ فوریه ۲۰۱۵   | دیجیتال دانلود       | پالیدور             | [ ۲۸ ] |
| ایرلند       | ۱۳ فوریه ۲۰۱۵  | دیجیتال دانلود       | پالیدور             | [ ۲۹ ] |